# Route européenne 89
Pour les articles homonymes, voir E89 et Route 89.
La route européenne 89 (E89) est une route reliant Gerede à Ankara.